# Giải Grammy lần thứ 64
Giải Grammy lần thứ 64 được tổ chức tại sân vận động MGM Grand Garden Arena (Las Vegas) vào ngày 3 tháng 4 năm 2022. Giải thưởng này ghi nhận những bản thu âm, sáng tác và những nghệ sĩ xuất sắc nhất trong năm, bắt đầu từ ngày 1 tháng 9 năm 2020 đến ngày 30 tháng 9 năm 2021. Danh sách đề cử được tiết lộ thông qua một buổi phát sóng trực tiếp vào ngày 23 tháng 11 năm 2021. Danh sách nghệ sĩ biểu diễn cho buổi lễ được công bố vào ngày 15 tháng 3 năm 2022. Nam diễn viên hài người Nam Phi Trevor Noah, người từng dẫn chương trình cho buổi lễ trước đó vào ngày 14 tháng 3 năm 2021, sẽ trở lại với tư cách là người dẫn chương trình.
Jon Batiste nhận được nhiều đề cử nhất với 11 đề cử, kế tiếp là Doja Cat, H.E.R. và Justin Bieber với 8 đề cử mỗi nghệ sĩ. Buổi lễ ban đầu được lên kế hoạch vào ngày 31 tháng 1 năm 2022 tại Crypto.com Arena ở Los Angeles; tuy nhiên, vào ngày 5 tháng 1 năm 2022, Viện hàn lâm Thu âm quyết định hoãn lễ trao giải vô thời hạn do những lo ngại về sức khỏe và an toàn liên quan đến biến thể Omicron. Ngày 18 tháng 1 năm 2022, buổi lễ được dời lại sang ngày 3 tháng 4 năm 2022 và chuyển địa điểm tổ chức đến sân vận động MGM Grand Garden Arena ở Las Vegas.

## Bối cảnh
Các đề cử được công bố thông qua một buổi phát sóng trực tuyến vào ngày 23 tháng 11 năm 2021 bởi CEO Harvey Mason Jr. của Viện hàn lâm Thu âm, bên cạnh Jon Batiste, Billie Eilish, Finneas O'Connell, H.E.R., BTS, Måneskin, Tayla Parx, Carly Pearce, diễn viên hài Nate Bargatze, chủ tịch Tammy Hurt của Viện hàn lâm Thu âm và biên tập viên Gayle King của CBS Mornings. Viện hàn lâm Thu âm cũng thông báo sự trở lại  của Trevor Noah với tư cách là người dẫn chương trình.

## Người biểu diễn

### Buổi lễ mở màn
Người biểu diễn cho buổi lễ mở màn được công bố vào ngày 25 tháng 3 năm 2022.
| Nghệ sĩ                                                                   | Bài hát                          |
| ------------------------------------------------------------------------- | -------------------------------- |
| Madison Cunningham Falu Nnenna Freelon Kalani Peʻa John Popper The Isaacs | "Dance to the Music"             |
| Allison Russell                                                           | "Nightflyer"                     |
| Jimmie Allen                                                              | "Down Home"                      |
| Mon Laferte                                                               | "La Mujer"                       |
| Curtis Stewart                                                            | "Isn't She Lovely"               |
| Ledisi                                                                    | "Me Quitte Pas (Don't Leave Me)" |

### Buổi lễ chính
Người biểu diễn cho buổi lễ chính được công bố vào ngày 15, 24 và 30 tháng 3 năm 2022.
| Nghệ sĩ                                                  | Bài hát |
| -------------------------------------------------------- | --- |
| Silk Sonic (Bruno Mars và Anderson .Paak)                | "777" "Hot Music" |
| Olivia Rodrigo                                           | "Drivers License" |
| J Balvin                                                 | "Qué Más Pues?" (với María Becerra) "In da Getto"                                                                                     |
| BTS                                                      | "Butter" |
| Aymée Nuviola                                            | "La Gota Fría" |
| Lil Nas X                                                | Liên khúc: "Dead Right Now" "Montero (Call Me by Your Name)" Industry Baby" (với Jack Harlow)                                         |
| Billie Eilish                                            | "Happier Than Ever" |
| Brandi Carlile                                           | "Right on Time" |
| Nas                                                      | Liên khúc: "I Can" Made You Look" One Mic" "Rare"                                                                                     |
| Chris Stapleton                                          | "Cold" |
| Maverick City Music                                      | "Jireh" |
| John Legend Siuzanna Iglidan Mika Newton Lyuba Yakimchuk | Tưởng nhớ Ukraine: "Free" |
| Lady Gaga                                                | Tưởng nhớ Tony Bennett: "Love for Sale" Do I Love You?"                                                                               |
| Billy Strings                                            | "Hide and Seek" |
| Cynthia Erivo Ben Platt Leslie Odom Jr. Rachel Zegler    | Phân đoạn In Memoriam: "Not a Day Goes By" "Send in the Clowns" Somewhere"                                                            |
| Jon Batiste                                              | "Freedom" |
| Justin Bieber Giveon Daniel Caesar                       | "Peaches" |
| H.E.R.                                                   | "Damage" (hợp tác với Jimmy Jam and Terry Lewis) "We Made It" "Are You Gonna Go My Way" (hợp tác với Travis Barker and Lenny Kravitz) |
| Carrie Underwood                                         | "Ghost Story" |
| Brothers Osborne                                         | "Dead Man's Curve" |

## Đoạt giải và đề cử
Người chiến thắng sẽ xuất hiện đầu tiên và được đánh dấu bằng chữ In đậm.

### Hạng mục chung
Thu âm của năm
- "I Still Have Faith in You" – ABBA
  - Benny Andersson và Björn Ulvaeus, nhà sản xuất; Benny Andersson và Bernard Löhr, kỹ sư/phối nhạc; Björn Engelmann, kỹ sư
- "Freedom" – Jon Batiste
  - Jon Batiste, Kizzo và Autumn Rowe, nhà sản xuất; Russ Elevado, Kizzo và Manny Marroquin, kỹ sư/phối nhạc; Michelle Mancini, kỹ sư
- "I Get a Kick Out of You" – Tony Bennett và Lady Gaga
  - Dae Bennett, nhà sản xuất; Dae Bennett và Josh Coleman, kỹ sư/phối nhạc; Greg Calbi và Steve Fallone, kỹ sư
- "Peaches" – Justin Bieber hợp tác với Daniel Caesar và Giveon
  - Josh Gudwin, Harv, Shndo và Andrew Watt nhà sản xuất; Josh Gudwin và Andrew Watt, kỹ sư/phối nhạc; Colin Leonard, kỹ sư
- "Right on Time" – Brandi Carlile
  - Dave Cobb và Shooter Jennings, nhà sản xuất; Brandon Bell và Tom Elmhirst, kỹ sư/phối nhạc; Pete Lyman, kỹ sư
- "Kiss Me More" – Doja Cat hợp tác với SZA
  - Rogét Chahayed, tizhimself và Yeti Beats, nhà sản xuất; Rob Bisel, Serban Ghenea, Rian Lewis và Joe Visciano, kỹ sư/phối nhạc; Mike Bozzi, kỹ sư
- "Happier Than Ever" – Billie Eilish
  - Finneas O'Connell, nhà sản xuất; Billie Eilish, O'Connell và Rob Kinelski, kỹ sư/phối nhạc; Dave Kutch, kỹ sư
- "Montero (Call Me By Your Name)" – Lil Nas X
  - Omer Fedi, Roy Lenzo và Take A Daytrip, nhà sản xuất; Denzel Baptiste, Serban Ghenea và Roy Lenzo, kỹ sư/phối nhạc; Chris Gehringer, kỹ sư
- "Drivers License" – Olivia Rodrigo
  - Daniel Nigro, nhà sản xuất; Mitch McCarthy và Nigro, kỹ sư/phối nhạc; Randy Merrill, kỹ sư
- "Leave the Door Open" – Silk Sonic
  - Dernst "D'Mile" Emile II và Bruno Mars, nhà sản xuất; Serban Ghenea, John Hanes và Charles Moniz, kỹ sư/phối nhạc; Randy Merrill, kỹ sư

Album của năm
- We Are – Jon Batiste
  - Craig Adams, David Gauthier, Braedon Gautier, Brennon Gautier, Gospel Soul Children Choir, Hot 8 Brass Band, PJ Morton, Autumn Rowe, Zadie Smith, St. Augustine High School Marching 100 và Trombone Shorty, nghệ sĩ góp giọng; Jon Batiste, Mickey Freedom Hart, King Garbage, Kizzo, Sunny Levine, Nate Mercereau, David Pimentel, Ricky Reed, Autumn Rowe, Jahaan Sweet và Nick Waterhouse, nhà sản xuất; Batiste, Russ Elevado, Mischa Kachkachishvili, Kizzo, Joseph Lorge, Manny Marroquin, Pimentel, Reed, Jaclyn Sanchez, Matt Vertere, Marc Whitmore và Alex Williams, kỹ sư/phối nhạc; Andrae Alexander, Troy Andrews, Batiste, Zach Cooper, Vic Dimotsis, Eric Frederic, Kizzo, Levine, Steve McEwan, Morton, Rowe và Mavis Staples, sáng tác; Michelle Mancini, kỹ sư
- Love for Sale - Tony Bennett và Lady Gaga
  - Dae Bennett, nhà sản xuất; Bennett, Josh Coleman và Billy Cumella, kỹ sư/phối nhạc; Greg Calbi và Steve Fallone, kỹ sư
- Justice (Triple Chucks Deluxe) – Justin Bieber
  - Beam, Benny Blanco, Burna Boy, Daniel Caesar, Chance The Rapper, DaBaby, Dominic Fike, Giveon, Jaden, Tori Kelly, Khalid, The Kid Laroi, Lil Uzi Vert và Quavo, nghệ sĩ góp giọng; Amy Allen, Louis Bell, Jon Bellion, Bieber, Blanco, BMW Kenny, Capi, Dreamlab, DVLP, Jason Evigan, Finneas, The Futuristics, German, Josh Gudwin, Jimmie Gutch, Harv, Marvin "Tony" Hemmings, Ilya, Rodney "Darkchild" Jerkins, Stefan Johnson, KCdaproducer, Denis Kosiak, The Monsters & Strangerz, Jorgen Odegard, Michael Pollack, Poo Bear, Shndo, Skrillex, Jake Torrey, Trackz, Andrew Watt và Ido Zmishlany, nhà sản xuất; Cory Bice, Blanco, Kevin "Capi" Carbo, Edwin Diaz, DJ Durel, Dreamlab, Finneas, Josh Gudwin, Sam Holland, Daniel James, Antonio Kearney, Denis Kosiak, Paul LaMalfa, Jeremy Lertola, Devin Nakao, Chris "Tek" O'Ryan, Andres Osorio, Micah Pettit và Benjamin Thomas, kỹ sư/phối nhạc; Allen, Delacey (Brittany Amaradio), Bell, Jonathan Bellion, Chancelor Johnathon Bennett, Bieber, David Bowden, Jason Boyd, Scott Braun, Tommy Lee Brown, Valentin Brunn, Kevin Carbo, Kenneth Coby, Kevin Coby, Raul Cubina, Jordan Douglas, Giveon Dezmann Evans, Jason Evigan, Dominic David Fike, Kameron Glasper, Jacob Greenspan, Josh Gudwin, James Gutch, Scott Harris, Bernard Harvey, Leah Haywood, Gregory Aldae Hein, Marvin Hemmings, Jeffrey Howard, Alexander Izquierdo, Daniel James, Jace Logan Jennings, Rodney Jerkins, Jordan K. Johnson, Stefan Johnson, Anthony M. Jones, Antonio Kearney, Charlton Kenneth, Joe Khajadourian, Felisha "Fury" King, Jonathan Lyndale Kirk, Matthew Sean Leon, Benjamin Levin, Marcus Lomax, Quavious Keyate Marshall, Luis Manuel Martinez Jr., Sonny Moore, Finneas O'Connell, Jorgen Odegard, Damini Ebunoluwa Ogulu, Tayla Parx, Oliver Peterhof, Whitney Phillips, Michael Pollack, Khalid Donnel Robinson, Ilya Salmanzadeh, Alex Schwartz, Tia Scola, Aaron Simmonds, Ashton Simmonds, Gian Stone, Ali Tamposi, Ryan Tedder, Tyshane Thompson, Jake Torrey, Billy Walsh, Freddy Wexler, Symere Woods, Andrew Wotman, Rami Yacoub, Keavan Yazdani, Bigram Zayas và Ido Zmishlany, sáng tác; Colin Leonard, kỹ sư
- Planet Her (Deluxe) – Doja Cat
  - Eve, Ariana Grande, Gunna, JID, SZA, The Weeknd và Young Thug, nghệ sĩ góp giọng; Aaron Bow, Rogét Chahayed, Crate Classics, Digi, Dr. Luke, Fallen, Mayer Hawthorne, Mike Hector, Linden Jay, Aynzli Jones, Kurtis McKenzie, Jason Quenneville, Reef, Khaled Rohaim, Al Shux, Sully, tizhimself, Yeti Beats và Y2K, nhà sản xuất; Rob Bisel, Jesse Ray Ernster, Serban Ghenea, Clint Gibbs, Rian Lewis, NealHPogue, Tyler Sheppard, Kalani Thompson, Joe Visciano và Jeff Ellis Worldwide, kỹ sư/phối nhạc; Ilana Armida, Aaron Bow, Rogét Chahayed, Jamil Chammas, Sheldon Yu-Ting Cheung, Antwoine Collins, Amala Zandile Dlamini, Lukasz Gottwald, Ariana Grande, Mayer Hawthorne, Mike Hector, Aaron Horn, Taneisha Damielle Jackson, Linden Jay, Eve Jihan Jeffers, Aynzli Jones, Sergio Kitchens, Carter Lang, Siddharth Mallick, Maciej Margol-Gromada, Kurtis McKenzie, Jidenna Mobisson, Gerard A. Powell II, Geordan Reid-Campbell, Khaled Rohaim, Destin Route, Solána Rowe, Laura Roy, Al Shuckburgh, David Sprecher, Ari Starace, Lee Stashenko, Abel Tesfaye, Rob Tewlow và Jeffery Lamar Williams, sáng tác; Dale Becker và Mike Bozzi, kỹ sư
- Happier Than Ever - Billie Eilish
  - Finneas, nhà sản xuất; Billie Eilish, Finneas và Rob Kinelski, kỹ sư/phối nhạc; Eilish và Finneas, sáng tác; John Greenham và Dave Kutch, kỹ sư
- Back of My Mind - H.E.R.
  - Chris Brown, Cordae, DJ Khaled, Lil Baby, Thundercat, Bryson Tiller, Ty Dolla $ign, YG và Yung Bleu, nghệ sĩ góp giọng; Tarik Azzouz, Bordeaux, Nelson Bridges, DJ Camper, Cardiak, Cardo, Chi Chi, Steven J. Collins, Flip, Jeff "Gitty" Gitelman, Grades, H.E.R., Hit-Boy, Rodney "Darkchild" Jerkins, Walter Jones, Kaytranada, DJ Khaled, Mario Luciano, Mike Will Made-It, NonNative, Nova Wav, Scribz Riley, Jeff Robinson, Streetrunner, Hue Strother, Asa Taccone, Thundercat, Thurdi và Wu10, nhà sản xuất; Rafael Fai Bautista, Luis Bordeaux, Dee Brown, Anthony Cruz, Ayanna Depas, Morning Estrada, Chris Galland, H.E.R., Jaycen Joshua, Kaytranada, Derek Keota, Omar Loya, Manny Marroquin, Tim McClain, Juan "AyoJuan" Peña, Micah Petit, Patrizio Pigliapoco, Alex Pyle, Jaclyn Sanchez, Miki Tsutsumi và Tito "Earcandy" Vasquez, kỹ sư/phối nhạc; Denisia "Blu June" Andrews, Nasri Atweh, Tarik Azzouz, Stacy Barthe, Jeremy Biddle, Nelson "Keyz" Bridges, Chris Brown, Stephen Bruner, Darhyl Camper Jr., Luis Campozano, Louis Kevin Celestin, Anthony Clemons Jr., Steven J. Collins, Ronald "Flip" Colson, Brittany "Chi" Coney, Elijah Dias, Cordae Dunston, Jeff Gitelman, Tyrone Griffin Jr., Priscilla "Priscilla Renea" Hamilton, H.E.R., Charles A. Hinshaw, Chauncey Hollis, Latisha Twana Hyman, Keenon Daequan Ray Jackson, Rodney Jerkins, Dominique Jones, Khaled Khaled, Ron Latour, Gamal "Lunchmoney" Lewis, Mario Luciano, Carl McCormick, Leon McQuay III, Julia Michaels, Maxx Moore, Vurdell "V. Script" Muller, Chidi Osondu, Karriem Riggins, Mike "Scribz" Riley, Seandrea Sledge, Hue Strother, Asa Taccone, Tiara Thomas, Bryson Tiller, Daniel James Traynor, Brendan Walsh, Nicholas Warwar, Jabrile Hashim Willliams, Michael L. Williams II, Robert Williams và Kelvin Wooten, sáng tác; Dave Kutch và Colin Leonard, kỹ sư
- Montero – Lil Nas X
  - Miley Cyrus, Doja Cat, Jack Harlow, Elton John và Megan Thee Stallion, nghệ sĩ góp giọng; Take a Daytrip, John Cunningham, Omer Fedi, Kuk Harrell, Jasper Harris, KBeaZy, Carter Lang, Nick Lee, Roy Lenzo, Tom Levesque, Jasper Sheff, Blake Slatkin, Drew Sliger, Take A Daytrip, Ryan Tedder và Kanye West, nhà sản xuất; Denzel Baptiste, David Biral, Jon Castelli, John Cunningham, Jelli Dorman, Tom Elmhirst, Serban Ghenea, Kuk Harrell, Roy Lenzo, Manny Marroquin, Nickie Jon Pabon, Patrizio 'Teezio' Pigliapoco, Blake Slatkin, Drew Sliger, Ryan Tedder và Joe Visciano, kỹ sư/phối nhạc; Keegan Bach, Denzel Baptiste, David Biral, John Cunningham, Miley Cyrus, Amala Zandile Dlamini, Omer Fedi, Vincent Goodyer, Jack Harlow, Jasper Harris, Montero Hill, Isley Juber, Carter Lang, Nick Lee, Roy Lenzo, Thomas James Levesque, Andrew Luce, Michael Olmo, Jasper Sheff, Blake Slatkin, Ryan Tedder, William K. Ward và Kanye West, sáng tác; Chris Gehringer, Eric Lagg và Randy Merrill, kỹ sư
- Sour – Olivia Rodrigo
  - Alexander 23, Daniel Nigro và Olivia Rodrigo, nhà sản xuất; Ryan Linvill, Mitch McCarthy và Daniel Nigro, kỹ sư/phối nhạc; Jack Antonoff, Annie Clark, Daniel Nigro, Olivia Rodrigo, Casey Smith và Taylor Swift, sáng tác; Randy Merrill, kỹ sư
- Evermore – Taylor Swift
  - Bon Iver, Haim và The National, nghệ sĩ góp giọng; Jack Antonoff, Aaron Dessner, Bryce Dessner và Taylor Swift, nhà sản xuất; Thomas Bartlett, JT Bates, Robin Baynton, Stuart Bogie, Gabriel Cabezas, CJ Camerieri, Aaron Dessner, Bryce Dessner, Scott Devendorf, Matt DiMona, Jon Gautier, Trevor Hagen, Mikey Freedom Hart, Sean Hutchinson, Josh Kaufman, Benjamin Lanz, Nick Lloyd, Jonathan Low, James McAlister, Dave Nelson, Sean O'Brien, Ryan Olson, Ariel Rechtshaid, Kyle Resnick, Laura Sisk, Evan Smith, Alex Sopp và Justin Vernon, kỹ sư/phối nhạc; Jack Antonoff, William Bowery, Aaron Dessner, Bryce Dessner, Taylor Swift và Justin Vernon, sáng tác; Greg Calbi và Steve Fallone, kỹ sư
- Donda – Kanye West
  - Baby Keem, Chris Brown, Conway The Machine, DaBaby, Jay Electronica, Fivio Foreign, Westside Gunn, JAY-Z, Syleena Johnson, Kid Cudi, Lil Baby, Lil Durk, Lil Yachty, The LOX, Marilyn Manson, Playboi Carti, Pop Smoke, Roddy Ricch, Rooga, Travis Scott, Shenseea, Swizz Beatz, Young Thug, Don Toliver, Ty Dolla $ign, Vory và The Weeknd, nghệ sĩ góp giọng; Allday, Audi, AyoAA, Roark Bailey, Louis Bell, Jeff Bhasker, Boi-1da, BoogzDaBeast, Warryn Campbell, Cubeatz, David & Eli, Mike Dean, Dem Jointz, Digital Nas, DJ Khalil, DrtWrk, 88-Keys, E*vax, FnZ, Gesaffelstein, Nikki Grier, Cory Henry, Ronny J, DJ Khalil, Wallis Lane, Digital Nas, Nascent, Ojivolta, Shuko, Sloane, Sean Solymar, Sucuki, Arron "Arrow" Sunday, Swizz Beatz, Zen Tachi, 30 Roc, Bastian Völkel, Mia Wallis, Kanye West, Wheezy và Jason White, nhà sản xuất; Josh Berg, Todd Bergman, Rashade Benani Bevel Sr., Will Chason, Dem Jointz, Irko, Jess Jackson, Nagaris Johnson, Shin Kamiyama, Gimel "Young Guru" Keaton, James Kelso, Scott McDowell, Kalam Ali Muttalib, Jonathan Pfarr, Jonathan Pfzar, Drrique Rendeer, Alejandro Rodriguez-Dawson, Mikalai Skrobat, Devon Wilson và Lorenzo Wolff, kỹ sư/phối nhạc; Dwayne Abernathy Jr., Elpadaro F. Electronica Allah, Aswad Asif, Roark Bailey, Durk Banks, Sam Barsh, Christoph Bauss, Louis Bell, Jeff Bhasker, Isaac De Boni, Christopher Brown, Jahshua Brown, Tahrence Brown, Aaron Butts, Warryn Campbell, Hykeem Carter Jr., Jordan Terrell Carter, Shawn Carter, Denzel Charles, Raul Cubina, Isaac De Boni, Kasseem Dean, Michael Dean, Tim Friedrich, Wesley Glass, Samuel Gloade, Kevin Gomringer, Tim Gomringer, Tyrone Griffin Jr., Jahmal Gwin, Cory Henry, Tavoris Javon Hollins Jr., Larry Hoover Jr., Bashar Jackson, Sean Jacob, Nima Jahanbin, Paimon Jahanbin, Syleena Johnson, Dominique Armani Jones, Eli Klughammer, Chinsea Lee, Mike Lévy, Evan Mast, Mark Mbogo, Miles McCollum, Josh Mease, Scott Medcudi, Brian Miller, Rodrick Wayne Moore Jr., Michael Mulé, Mark Myrie, Charles M. Njapa, Nasir Pemberton, Carlos St. John Phillips, Jason Phillips, Khalil Abdul Rahman, Laraya Ashlee Robinson, Christopher Ruelas, David Ruoff, Maxie Lee Ryles III, Matthew Samuels, Daniel Seeff, Eric Sloan Jr., Sean Solymar, Ronald O'Neill Spence Jr., David Styles, Michael Suski, Aqeel Tate, Abel Makkonen Tesfaye, Caleb Zackery Toliver, Bastian Völkel, Brian Hugh Warner, Jacques Webster II, Kanye West, Orlando Wilder, Jeffery Williams và Mark Williams, sáng tác; Irko, kỹ sư

Bài hát của năm
- "Bad Habits"
  - Fred Gibson, Johnny McDaid và Ed Sheeran, sáng tác (Sheeran)
- "A Beautiful Noise"
  - Ruby Amanfu, Brandi Carlile, Brandy Clark, Alicia Keys, Hillary Lindsey, Lori McKenna, Linda Perry và Hailey Whitters, sáng tác (Keys và Carlile)
- "Drivers License"
  - Daniel Nigro và Olivia Rodrigo, sáng tác (Rodrigo)
- "Fight for You"
  - Dernst Emile II, H.E.R. và Tiara Thomas, sáng tác (H.E.R.)
- "Happier Than Ever"
  - Billie Eilish và Finneas O'Connell, sáng tác (Eilish)
- "Kiss Me More"
  - Rogét Chahayed, Amala Zandile Dlamini, Lukasz Gottwald, Carter Lang, Gerard A. Powell II, Solána Rowe và David Sprecher, sáng tác (Doja Cat hợp tác với SZA)
- "Leave the Door Open"
  - Brandon Anderson, Christopher Brody Brown, Dernst Emile II và Bruno Mars, sáng tác (Silk Sonic)
- "Montero (Call Me by Your Name)"
  - Denzel Baptiste, David Biral, Omer Fedi, Montero Hill và Roy Lenzo, sáng tác (Lil Nas X)
- "Peaches"
  - Louis Bell, Justin Bieber, Giveon Dezmann Evans, Bernard Harvey,Felisha "Fury" King, Matthew Sean Leon, Luis Manuel Martinez Jr., Aaron Simmonds, Ashton Simmonds, Andrew Wotman và Keavan Yazdani, sáng tác (Bieber hợp tác với Daniel Caesar và Giveon)
- "Right on Time"
  - Brandi Carlile, Dave Cobb, Phil Hanseroth và Tim Hanseroth, sáng tác (Carlile)

Nghệ sĩ mới xuất sắc nhất
- Arooj Aftab
- Jimmie Allen
- Baby Keem
- Finneas
- Glass Animals
- Japanese Breakfast
- The Kid Laroi
- Arlo Parks
- Olivia Rodrigo
- Saweetie

### Pop
Trình diễn đơn ca pop xuất sắc nhất
- "Anyone" – Justin Bieber
- "Right on Time" – Brandi Carlile
- "Happier Than Ever" – Billie Eilish
- "Positions" – Ariana Grande
- "Drivers License" – Olivia Rodrigo

Trình diễn song tấu hoặc nhóm nhạc pop xuất sắc nhất
- "I Get a Kick Out of You" – Tony Bennett và Lady Gaga
- "Lonely" – Justin Bieber và Benny Blanco
- "Butter" – BTS
- "Higher Power" – Coldplay
- "Kiss Me More" – Doja Cat hợp tác với SZA

Album giọng pop truyền thống xuất sắc nhất
- Love for Sale – Tony Bennett và Lady Gaga
- Til We Meet Again (Live) – Norah Jones
- A Tori Kelly Christmas – Tori Kelly
- Ledisi Sings Nina – Ledisi
- That's Life – Willie Nelson
- A Holly Dolly Christmas – Dolly Parton

Album giọng pop xuất sắc nhất
- Justice (Triple Chucks Deluxe) – Justin Bieber
- Planet Her (Deluxe) – Doja Cat
- Happier Than Ever – Billie Eilish
- Positions – Ariana Grande
- Sour – Olivia Rodrigo

### Nhạc điện tử/dance
Thu âm nhạc dance xuất sắc nhất
- "Hero" – Afrojack và David Guetta
  - Afrojack, David Guetta, Kuk Harrell và Stargate, nhà sản xuất; Elio Debets, mixer
- "Loom" – Ólafur Arnalds hợp tác với Bonobo
  - Ólafur Arnalds và Simon Green, nhà sản xuất; Ólafur Arnalds, mixer
- "Before" – James Blake
  - James Blake và Dom Maker, nhà sản xuất; James Blake, mixer
- "Heartbreak" – Bonobo và Totally Enormous Extinct Dinosaurs
  - Simon Green và Orlando Higginbottom, nhà sản xuất; Simon Green và Orlando Higginbottom, mixers
- "You Can Do It" – Caribou
  - Dan Snaith, nhà sản xuất; David Wrench, mixer
- "Alive" – Rüfüs Du Sol
  - Jason Evigan và Rüfüs Du Sol, nhà sản xuất; Cassian Stewart-Kasimba, mixer
- "The Business" – Tiësto
  - Hightower, Julia Karlsson và Tiësto, nhà sản xuất; Tiësto, mixer

Album nhạc điện tử/dance xuất sắc nhất
- Subconsciously – Black Coffee
- Fallen Embers – Illenium
- Music Is the Weapon (Reloaded) – Major Lazer
- Shockwave – Marshmello
- Free Love – Sylvan Esso
- Judgement – Ten City

### Nhạc không lời đương đại
Album không lời đương dại xuất sắc nhất
- Double Dealin – Randy Brecker và Eric Marienthal
- The Garden – Rachel Eckroth
- Tree Falls – Taylor Eigsti
- At Blue Note Tokyo – Steve Gadd Band
- Deep: The Baritone Sessions, Vol. 2 – Mark Lettieri

### Rock
Trình diễn rock xuất sắc nhất
- "Shot in the Dark" – AC/DC
- "Know You Better" (Live from Capitol Studio A) – Black Pumas
- "Nothing Compares 2 U" – Chris Cornell
- "Ohms" – Deftones
- "Making a Fire" – Foo Fighters

Trình diễn metal xuất sắc nhất
- "Genesis" – Deftones
- "The Alien" – Dream Theater
- "Amazonia" – Gojira
- "Pushing the Tides" – Mastodon
- "The Triumph of King Freak (A Crypt of Preservation và Superstition)" – Rob Zombie

Bài hát rock xuất sắc nhất
- "All My Favorite Songs"
  - Rivers Cuomo, Ashley Gorley, Ben Johnson và Ilsey Juber, sáng tác (Weezer)
- "The Bandit"
  - Caleb Followill, Jared Followill, Matthew Followill và Nathan Followill, sáng tác (Kings Of Leon)
- "Distance"
  - Wolfgang Van Halen, songwriter (Mammoth WVH)
- "Find My Way"
  - Paul McCartney, songwriter (Paul McCartney)
- "Waiting on a War"
  - Dave Grohl, Taylor Hawkins, Rami Jaffee, Nate Mendel, Chris Shiflett và Pat Smear, sáng tác (Foo Fighters)

Album rock xuất sắc nhất
- Power Up – AC/DC
- Capitol Cuts - Live from Studio A – Black Pumas
- No One Sings Like You Anymore, Vol. 1 – Chris Cornell
- Medicine at Midnight – Foo Fighters
- McCartney III – Paul McCartney

### Alternative
Album nhạc alternative xuất sắc nhất
- Shore – Fleet Foxes
- If I Can't Have Love, I Want Power – Halsey
- Jubilee – Japanese Breakfast
- Collapsed in Sunbeams – Arlo Parks
- Daddy's Home – St. Vincent

### R&B
Trình diễn R&B xuất sắc nhất
- "Lost You" – Snoh Aalegra
- "Peaches" – Justin Bieber hợp tác với Daniel Caesar và Giveon
- "Damage" – H.E.R.
- "Leave the Door Open" – Silk Sonic
- "Pick Up Your Feelings" – Jazmine Sullivan

Trình diễn R&B Truyền thống xuất sắc nhất
- "I Need You" – Jon Batiste
- "Bring It On Home to Me" – BJ The Chicago Kid, PJ Morton và Kenyon Dixon hợp tác với Charlie Bereal
- "Born Again" – Leon Bridges hợp tác với Robert Glasper
- "Fight for You" – H.E.R.
- "How Much Can a Heart Take" – Lucky Daye hợp tác với Yebba

Bài hát R&B xuất sắc nhất
- "Damage"
  - Anthony Clemons Jr., Jeff Gitelman, H.E.R., Carl McCormick và Tiara Thomas, sáng tác (H.E.R.)
- "Good Days"
  - Jacob Collier, Carter Lang, Carlos Munoz, Solána Rowe và Christopher Ruelas, sáng tác (SZA)
- "Heartbreak Anniversary"
  - Giveon Evans, Maneesh, Sevn Thomas và Varren Wade, sáng tác (Giveon)
- "Leave the Door Open"
  - Brandon Anderson, Christopher Brody Brown, Dernst Emile II và Bruno Mars, sáng tác (Silk Sonic)
- "Pick Up Your Feelings"
  - Denisia "Blue June" Andrews, Audra Mae Butts, Kyle Coleman, Brittany "Chi" Coney, Michael Holmes và Jazmine Sullivan, sáng tác (Jazmine Sullivan)

Album R&B Progressive xuất sắc nhất
- New Light – Eric Bellinger
- Something To Say – Cory Henry
- Mood Valiant – Hiatus Kaiyote
- Table for Two – Lucky Daye
- Dinner Party: Dessert – Terrace Martin, Robert Glasper, 9th Wonder và Kamasi Washington
- Studying Abroad: Extended Stay – Masego

Album R&B xuất sắc nhất
- Temporary Highs in the Violet Skies – Snoh Aalegra
- We Are – Jon Batiste
- Gold-Diggers Sound – Leon Bridges
- Back of My Mind – H.E.R.
- Heaux Tales – Jazmine Sullivan

### Rap
Trình diễn Rap Xuất sắc nhất
- "Family Ties" – Baby Keem hợp tác với Kendrick Lamar
- "Up" – Cardi B
- "My Life" – J. Cole hợp tác với 21 Savage và Morray
- "Way 2 Sexy" – Drake hợp tác với Future và Young Thug
- "Thot Shit" – Megan Thee Stallion

Trình diễn Rap Melodic Xuất sắc nhất
- "Pride Is the Devil" – J. Cole hợp tác với Lil Baby
- "Need to Know" – Doja Cat
- "Industry Baby" – Lil Nas X hợp tác với Jack Harlow
- "WusYaName" – Tyler, The Creator hợp tác với Youngboy Never Broke Again và Ty Dolla $ign
- "Hurricane" – Kanye West hợp tác với The Weeknd và Lil Baby

Ca khúc Rap xuất sắc nhất
- "Bath Salts"
  - Shawn Carter, Kasseem Dean, Michael Forno, Nasir Jones và Earl Simmons, sáng tác (DMX hợp tác với Jay-Z và Nas)
- "Best Friend"
  - Amala Zandile Dlamini, Lukasz Gottwald, Randall Avery Hammers, Diamonté Harper, Asia Smith, Theron Thomas và Rocco Valdes, sáng tác (Saweetie hợp tác với Doja Cat)
- "Family Ties"
  - Roshwita Larisha Bacha, Hykeem Carter, Tobias Dekker, Colin Franken, Jasper Harris, Kendrick Lamar, Ronald Latour và Dominik Patrzek, sáng tác (Baby Keem hợp tác với Kendrick Lamar)
- "Jail"
  - Dwayne Abernathy, Jr., Shawn Carter, Raul Cubina, Michael Dean, Charles M. Njapa, Sean Solymar, Brian Hugh Warner, Kanye West và Mark Williams, sáng tác (Kanye West hợp tác với Jay-Z)
- "My Life"
  - Shéyaa Bin Abraham-Joseph và Jermaine Cole, sáng tác (J. Cole hợp tác với 21 Savage và Morray)

Album Rap xuất sắc nhất
- The Off-Season – J. Cole
- Certified Lover Boy – Drake
- King's Disease II – Nas
- Call Me If You Get Lost – Tyler, The Creator
- Donda – Kanye West

### Đồng quê
Trình diễn đơn ca đồng quê xuất sắc nhất
- "Forever After All" – Luke Combs
- "Remember Her Name" – Mickey Guyton
- "All I Do Is Drive" – Jason Isbell
- "Camera Roll" – Kacey Musgraves
- "You Should Probably Leave" – Chris Stapleton

Trình diễn song tấu hoặc nhóm nhạc đồng quê xuất sắc
- "If I Didn't Love You" – Jason Aldean và Carrie Underwood
- "Younger Me" – Brothers Osborne
- "Glad You Exist" – Dan + Shay
- "Chasing After You" – Ryan Hurd và Maren Morris
- "Drunk (And I Don't Wanna Go Home)" – Elle King và Miranda Lambert

Bài hát đồng quê xuất sắc nhất
- "Better Than We Found It"
  - Jessie Jo Dillon, Maren Morris, Jimmy Robbins và Laura Veltz, sáng tác (Maren Morris)
- "Camera Roll"
  - Ian Fitchuk, Kacey Musgraves và Daniel Tashian, sáng tác (Kacey Musgraves)
- "Cold"
  - Dave Cobb, J.T. Cure, Derek Mixon và Chris Stapleton, sáng tác (Chris Stapleton)
- "Country Again"
  - Zach Crowell, Ashley Gorley và Thomas Rhett, sáng tác (Thomas Rhett)
- "Fancy Like"
  - Cameron Bartolini, Walker Hayes, Josh Jenkins và Shane Stevens, sáng tác (Walker Hayes)
- "Remember Her Name"
  - Mickey Guyton, Blake Hubbard, Jarrod Ingram và Parker Welling, sáng tác (Mickey Guyton)

Album đồng quê xuất sắc nhất
- Skeletons – Brothers Osborne
- Remember Her Name – Mickey Guyton
- The Marfa Tapes – Miranda Lambert, Jon Randall và Jack Ingram
- The Ballad of Dood và Juanita – Sturgill Simpson
- Starting Over – Chris Stapleton

### New Age
Album new age xuất sắc nhất
- Brothers – Will Ackerman, Jeff Oster và Tom Eaton
- Divine Tides – Stewart Copeland và Ricky Kej
- Pangaea – Wouter Kellerman và David Arkenstone
- Night + Day – Opium Moon
- Pieces of Forever – Laura Sullivan

### Jazz
Trình diễn jazz ngẫu hứng xuất sắc nhất
- "Sackodougou" – Christian Scott aTunde Adjuah
- "Kick Those Feet" – Kenny Barron
- "Bigger Than Us" – Jon Batiste
- "Absence" – Terence Blanchard
- "Humpty Dumpty (Set 2)" – Chick Corea

Album giọng jazz xuất sắc nhất
- Generations – The Baylor Project
- SuperBlue – Kurt Elling và Charlie Hunter
- Time Traveler – Nnenna Freelon
- Flor – Gretchen Parlato
- Songwrights Apothecary Lab – Esperanza Spalding

Album jazz không lời xuất sắc nhất
- Jazz Selections: Music from và Inspired by Soul – Jon Batiste
- Absence – Terence Blanchard hợp tác với The E Collective và The Turtle Island Quartet
- Skyline – Ron Carter, Jack DeJohnette và Gonzalo Rubalcaba
- Akoustic Band Live – Chick Corea, John Patitucci và Dave Weckl
- Side-Eye NYC (V1.IV) – Pat Metheny

Album hòa tấu ban nhạc jazz xuất sắc nhất
- Live at Birdland! – The Count Basie Orchestra Directed By Scotty Barnhart
- Dear Love – Jazzmeia Horn và Her Noble Force
- For Jimmy, Wes và Oliver – Christian McBride Big Band
- Swirling – Sun Ra Arkestra
- Jackets XL – Yellowjackets + WDR Big Band

Album jazz Latin xuất sắc nhất
- Mirror Mirror – Eliane Elias with Chick Corea và Chucho Valdés
- The South Bronx Story – Carlos Henriquez
- Virtual Birdland – Arturo O'Farrill và The Afro Latin Jazz Orchestra
- Transparency – Dafnis Prieto Sextet
- El Arte del Bolero – Miguel Zenón và Luis Perdomo

### Phúc âm/Thánh ca đương đại
Trình diễn/Bài hát nhạc phúc âm xuất sắc nhất
- "Voice of God" – Dante Bowe hợp tác với Steffany Gretzinger và Chandler Moore
  - Dante Bowe, Tywan Mack, Jeff Schneeweis và Mitch Wong, sáng tác
- "Joyful" – Dante Bowe
  - Dante Bowe và Ben Schofield, sáng tác
- "Help" – Anthony Brown & Group Therapy
  - Anthony Brown và Darryl Woodson, sáng tác
- "Never Lost" – CeCe Winans
  - Chris Brown, Steven Furtick và Tiffany Hammer, sáng tác
- "Wait On You" – Elevation Worship và Maverick City Music
  - Dante Bowe, Chris Brown, Steven Furtick, Tiffany Hudson, Brandon Lake và Chandler Moore, sáng tác

Trình diễn/Bài hát nhạc thánh ca đương đại xuất sắc nhất
- "We Win" – Kirk Franklin và Lil Baby
  - Kirk Franklin, Dominique Jones, Cynthia Nunn và Justin Smith, sáng tác
- "Hold Us Together" (Hope Mix) – H.E.R. và Tauren Wells
  - Josiah Bassey, Dernst Emile và H.E.R., sáng tác
- "Man of Your Word" – Chandler Moore và KJ Scriven
  - Jonathan Jay, Nathan Jess và Chandler Moore, sáng tác
- "Believe for It" – CeCe Winans
  - Dwan Hill, Kyle Lee, CeCe Winans và Mitch Wong, sáng tác
- "Jireh" – Elevation Worship và Maverick City Music hợp tác với Chandler Moore và Naomi Raine
  - Chris Brown, Steven Furtick, Chandler Moore và Naomi Raine, sáng tác

Album nhạc phúc âm xuất sắc nhất
- Changing Your Story – Jekalyn Carr
- Royalty: Live at The Ryman – Tasha Cobbs Leonard
- Jubilee: Juneteenth Edition – Maverick City Music
- Jonny X Mali: Live in LA – Jonathan McReynolds và Mali Music
- Believe For It – CeCe Winans

Album nhạc thánh ca đương đại xuất sắc nhất
- No Stranger – Natalie Grant
- Feels Like Home Vol. 2 – Israel và New Breed
- The Blessing (Live) – Kari Jobe
- Citizen of Heaven (Live) – Tauren Wells
- Old Church Basement – Elevation Worship và Maverick City Music

Album nhạc phúc âm truyền thống xuất sắc nhất
- Alone with My Faith – Harry Connick Jr.
- That's Gospel, Brother – Gaither Vocal Band
- Keeping On – Ernie Haase & Signature Sound
- Songs for the Times – The Isaacs
- My Savior – Carrie Underwood

### Latin
Album Latin pop xuất sắc nhất
- Vértigo – Pablo Alborán
- Mis Amores – Paula Arenas
- Hecho a la Antigua – Ricardo Arjona
- Mis Manos – Camilo
- Mendó – Alex Cuba
- Revelación – Selena Gomez

Album Urbana xuất sắc nhất
- Afrodisíaco – Rauw Alejandro
- El Último Tour Del Mundo – Bad Bunny
- Jose – J Balvin
- KG0516 – Karol G
- Sin Miedo (del Amor y Otros Demonios) – Kali Uchis

Album Latin rock hoặc alternative xuất sắc nhất
- Deja – Bomba Estéreo
- Mira Lo Que Me Hiciste Hacer (Deluxe Edition) – Diamante Eléctrico
- Origen – Juanes
- Calambre – Nathy Peluso
- El Madrileño – C. Tangana
- Sonidos de Karmática Resonancia – Zoé

Album khu vực Mexico xuất sắc nhất (bao gồm Tejano)
- Antología de la Musica Ranchera, Vol. 2 – Aida Cuevas
- A Mis 80's – Vicente Fernández
- Seis – Mon Laferte
- Un Canto por México, Vol. 2 – Natalia Lafourcade
- Ayayay! (Súper Deluxe) – Christian Nodal

Album tropical Latin xuất sắc nhất
- Salswing! – Rubén Blades y Roberto Delgado & Orquesta
- En Cuarentena – El Gran Combo de Puerto Rico
- Sin Salsa No Hay Paraíso – Aymée Nuviola
- Colegas – Gilberto Santa Rosa
- Live in Peru – Tony Succar

### Video/Phim âm nhạc
Video âm nhạc xuất sắc nhất
- "Shot in the Dark" – AC/DC
  - David Mallet, đạo diễn video; Dione Orrom, nhà sản xuất video
- "Freedom" – Jon Batiste
  - Alan Ferguson, đạo diễn video; Alex P. Willson, nhà sản xuất video
- "I Get a Kick Out of You" – Tony Bennett và Lady Gaga
  - Jennifer Lebeau, đạo diễn video; Danny Bennett, Bobby Campbell và Jennifer Lebeau, nhà sản xuất video
- "Peaches" – Justin Bieber hợp tác với Daniel Caesar và Giveon
  - Colin Tilley, đạo diễn video
- "Happier Than Ever" – Billie Eilish
  - Billie Eilish, đạo diễn video; Michelle An, Chelsea Dodson và David Moore, nhà sản xuất video
- "Montero (Call Me by Your Name)" – Lil Nas X
  - Lil Nas X và Tanu Muino, đạo diễn video; Frank Borin, Ivanna Borin, Marco De Molina và Saul Levitz, nhà sản xuất video
- "Good 4 U" – Olivia Rodrigo
  - Petra Collins, đạo diễn video; Christiana Divona, Marissa Ramirez và Tiffany Suh, nhà sản xuất video

Phim âm nhạc xuất sắc nhất
- Bo Burnham: Inside – Bo Burnham
  - Bo Burnham, đạo diễn video; Josh Senior, nhà sản xuất video
- David Byrne's American Utopia – David Byrne
  - Spike Lee, đạo diễn video; David Byrne và Spike Lee, nhà sản xuất video
- Happier Than Ever: A Love Letter to Los Angeles – Billie Eilish
  - Patrick Osborne và Robert Rodriguez, đạo diễn video
- Music, Money, Madness... Jimi Hendrix in Maui – Jimi Hendrix
  - John McDermott, đạo diễn video; Janie Hendrix, John McDermott và George Scott, nhà sản xuất video
- Summer of Soul – Various Artists
  - Ahmir "Questlove" Thompson, đạo diễn video; David Dinerstein, Robert Fyvolent và Joseph Patel, nhà sản xuất video